# Diskografie The Rolling Stones
Diskografie kapely The Rolling Stones sestává z 30 studiových alb, 26 živých (live) alb, 33 kompilačních alb, 3 EP alb a 127 singlů.
Raná alba kapely z období mezi lety 1964 a 1967 byla vydávána ve Velké Británii společností Decca Records a ve Spojených státech společností London Records, často ve značné odlišné podobě.

## Studiová alba
| Rok                                       | Podrobnosti o albu | UK         | US          | Ocenění                                                           |
| ----------------------------------------- | --- | ---------- | ----------- | ----------------------------------------------------------------- |
| 1964                                      | The Rolling Stones (UK) - Vydáno: 16. dubna 1964 - Vydavatelství: Decca Records                                                     | 1 (51 týd) | —           |                                                                   |
| 1964                                      | England's Newest Hit Makers (US) - Vydáno: 30. května 1964 - Vydavatelství: London Records                                          | —          | 11 (35 týd) | - US: Zlato                                                       |
| 1964                                      | 12 X 5 - Vydáno: 17. října 1964 - Vydavatelství: London Records                                                                     | —          | 3 (38 týd)  | - US: Zlato                                                       |
| 1965                                      | The Rolling Stones No. 2 - Vydáno: 15. ledna 1965 - Vydavatelství: Decca Records                                                    | 1 (37 týd) | —           |                                                                   |
| 1965                                      | The Rolling Stones, Now! - Vydáno: 13. února 1965 - Vydavatelství: London Records                                                   | —          | 5 (53 týd)  | - US: Zlato                                                       |
| 1965                                      | Out of Our Heads (US) - Vydáno: 30. července 1965 - Vydavatelství: London Records                                                   | —          | 1 (65 týd)  | - US: Platina                                                     |
| 1965                                      | Out of Our Heads (UK) - Vydáno: 24. září 1965 - Vydavatelství: Decca Records                                                        | 2 (24 týd) | —           |                                                                   |
| 1965                                      | December's Children (And Everybody's) - Vydáno: 4. prosince 1965 - Vydavatelství: London Records                                    | —          | 4 (33 týd)  | - US: Zlato                                                       |
| 1966                                      | Aftermath (UK) - Vydáno: 15. dubna 1966 - Vydavatelství: Decca Records                                                              | 1 (28 týd) | —           |                                                                   |
| 1966                                      | Aftermath (US) - Vydáno: 20. června 1966 - Vydavatelství: London Records                                                            | —          | 2 (50 týd)  | - US: Platina                                                     |
| 1967                                      | Between the Buttons (UK) - Vydáno: 20. ledna 1967 - Vydavatelství: Decca Records (UK)                                               | 3 (22 týd) | —           |                                                                   |
| 1967                                      | Between the Buttons (US) - Vydáno: 11. února 1967 - Vydavatelství: London Records                                                   | —          | 2 (47 týd)  | - US: Zlato                                                       |
| 1967                                      | Their Satanic Majesties Request - Vydáno: 8. prosince 1967 - Vydavatelství: Decca Records (UK) - Vydavatelství: London Records (US) | 3 (13 týd) | 2 (30 týd)  | - US: Zlato                                                       |
| 1968                                      | Beggars Banquet - Vydáno: 6. prosince 1968 - Vydavatelství: Decca Records (UK) - Vydavatelství: London Records (US)                 | 3 (18 týd) | 5 (32 týd)  | - US: Platina                                                     |
| 1969                                      | Let It Bleed - Vydáno: 5. prosince 1969 - Vydavatelství: Decca Records (UK) - Vydavatelství: London Records (US)                    | 1 (34 týd) | 3 (44 týd)  | - US: 2× Multi-Platina - UK: Platina                              |
| 1971                                      | Sticky Fingers - Vydáno: 23. dubna 1971 - Vydavatelství: Rolling Stones Records                                                     | 1 (36 týd) | 1 (62 týd)  | - US: 3× Multi-Platina - FRA: Zlato                               |
| 1972                                      | Exile on Main St. - Vydáno: 12. května 1972 - Vydavatelství: Rolling Stones Records                                                 | 1 (49 týd) | 1 (57 týd)  | - US: Platina                                                     |
| 1973                                      | Goats Head Soup - Vydáno: 31. srpna 1973 - Vydavatelství: Rolling Stones Records                                                    | 1 (14 týd) | 1 (37 týd)  | - US: 3× Multi-Platina - UK: Zlato - FRA: Zlato                   |
| 1974                                      | It's Only Rock'n Roll - Vydáno: 18. října 1974 - Vydavatelství: Rolling Stones Records                                              | 2 (9 týd)  | 1 (20 týd)  | - US: Platina - UK: Zlato - FRA: Zlato                            |
| 1976                                      | Black and Blue - Vydáno: 23. dubna 1976 - Vydavatelství: Rolling Stones Records                                                     | 2 (14 týd) | 1 (24 týd)  | - US: Platina - UK: Zlato - FRA: Zlato                            |
| 1978                                      | Some Girls - Vydáno: 9. června 1978 - Vydavatelství: Rolling Stones Records                                                         | 2 (25 týd) | 1 (82 týd)  | - US: 6× Multi-Platina - UK: Zlato - FRA: Zlato                   |
| 1980                                      | Emotional Rescue - Vydáno: 20. června 1980 - Vydavatelství: Rolling Stones Records                                                  | 1 (18 týd) | 1 (51 týd)  | - US: 2× Multi-Platina - UK: Zlato - FRA: Zlato                   |
| 1981                                      | Tattoo You - Vydáno: 24. srpna 1981 - Vydavatelství: Rolling Stones Records                                                         | 2 (29 týd) | 1 (58 týd)  | - US: 4× Multi-Platina - UK: Zlato - FRA: Zlato                   |
| 1983                                      | Undercover - Vydáno: 7. listopadu 1983 - Vydavatelství: Rolling Stones Records                                                      | 3 (18 týd) | 4 (23 týd)  | - US: Platina - UK: Zlato                                         |
| 1986                                      | Dirty Work - Vydáno: 24. března 1986 - Vydavatelství: Rolling Stones Records                                                        | 4 (10 týd) | 4 (25 týd)  | - US: Platina - UK: Zlato - FRA: Zlato - GER: Zlato               |
| 1989                                      | Steel Wheels - Vydáno: 29. srpna 1989 - Vydavatelství: Rolling Stones Records                                                       | 2 (18 týd) | 3 (36 týd)  | - US: 2× Multi-Platina - UK: Zlato - FRA: 2× Zlato - GER: Zlato   |
| 1994                                      | Voodoo Lounge - Vydáno: 11. července 1994 - Vydavatelství: Virgin Records                                                           | 1 (41 týd) | 2 (38 týd)  | - US: 2× Multi-Platina - UK: Zlato - FRA: 2× Zlato - GER: Platina |
| 1997                                      | Bridges to Babylon - Vydáno: 29. září 1997 - Vydavatelství: Virgin Records                                                          | 6 (22 týd) | 3 (27 týd)  | - US: Platina - UK: Zlato - FRA: 2× Zlato - GER: Platina          |
| 2005                                      | A Bigger Bang - Vydáno: 5. září 2005 - Vydavatelství: Virgin Records                                                                | 2 (14 týd) | 3 (19 týd)  | - US: Platina - UK: Zlato - FRA: Zlato - GER: Platina             |
| 2016                                      | Blue & Lonesome - Vydáno: 2. prosince 2016 - Vydavatelství: Polydor Records                                                         |            |             | - US: - UK: - FRA: - GER:                                         |
| "—" označuje alba, která nebyla sledována | |            |             |                                                                   |

## Koncertní alba
| Rok  | Podrobnosti o albu | UK          | US            | Ocenění                                                |
| ---- | --- | ----------- | ------------- | ------------------------------------------------------ |
| 1966 | Got Live If You Want It! (pouze v US) - Vydáno: 10. prosince 1966 - Vydavatelství: London Records                                                  | —           | 6 (48 týd)    | - US: Zlato                                            |
| 1970 | Get Yer Ya-Ya's Out! The Rolling Stones in Concert - Vydáno: 4. září 1970 - Vydavatelství: Decca Records (UK) - Vydavatelství: London Records (US) | 1 (16 týd)  | 6 (23 týd)    | - US: Platina                                          |
| 1977 | Love You Live - Vydáno: 23. září 1977 - Vydavatelství: Rolling Stones Records                                                                      | 3 (8 týd)   | 5 (17 týd)    | - US: Zlato - UK: Zlato                                |
| 1982 | "Still Life" (American Concert 1981) - Vydáno: 1. června 1982 - Vydavatelství: Rolling Stones Records                                              | 4 (18 týd)  | 5 (23 týd)    | - US: Platina - UK: Zlato                              |
| 1991 | Flashpoint - Vydáno: 2. dubna 1991 - Vydavatelství: Rolling Stones Records                                                                         | 6 (7 týd)   | 16 (17 týd)   | - US: Zlato - UK: Silver - FRA: 2× Zlato - GER: Zlato  |
| 1995 | Stripped (The Rolling Stones) - Vydáno: 13. listopadu 1995 - Vydavatelství: Virgin Records                                                         | 9 (16 týd)  | 9 (19 týd)    | - US: Platina - UK: Zlato - FRA: 2× Zlato - GER: Zlato |
| 1996 | The Rolling Stones Rock and Roll Circus - Vydáno: 14. října 1996 - Vydavatelství: Decca Records                                                    | -           | 92 (3 týd)    |                                                        |
| 1998 | No Security - Vydáno: 2. listopadu 1998 - Vydavatelství: Virgin Records                                                                            | 67 (3 týd)  | 34 (8 týd)    |                                                        |
| 2004 | Live Licks - Vydáno: 1. listopadu 2004 - Vydavatelství: Virgin Records                                                                             | 38 (15 týd) | 50 (2 týd)    | - US: Zlato - UK: Silver                               |
| 2008 | Shine a Light - Vydáno: 1. dubna 2008 - Vydavatelství: Polydor Records                                                                             | 2 (9 týd)   | 11 (7 týd)    | - UK: Silver                                           |
| 2011 | Brussels Affair (Live 1973) - Vydáno: 18. října 2011 - Vydavatelství: Promotone B.V.                                                               | -           | -             | -                                                      |
| 2011 | Some Girls: Live in Texas '78 - Vydáno: 15. listopadu 2011 - Vydavatelství: Eagle Vision                                                           | -           | -             | -                                                      |
| 2012 | Hampton Coliseum (Live 1981) - Vydáno: 30. ledna 2012 - Vydavatelství: Promotone B.V.                                                              | -           | 120 (1 týden) | -                                                      |
| 2012 | L.A. Friday (Live 1975) - Vydáno: 2. dubna 2012 - Vydavatelství: Promotone B.V.                                                                    | -           | -             | -                                                      |
| 2012 | Live at Checkerboard Lounge, Chicago 1981 - Vydáno: 2. července 2012 - Vydavatelství: Eagle Vision                                                 | -           | -             | -                                                      |
| 2012 | Live at Tokyo Dome (Live 1990) - Vydavatelství: 11. července 2012 - Vydavatelství: Promotone B.V.                                                  | -           | -             | -                                                      |
| 2012 | Light the Fuse (Live 2005) - Vydáno: 16. října 2012 - Vydavatelství: Promotone B.V.                                                                | -           | -             | -                                                      |
| 2012 | Live at Leeds (Live 1982) - Vydáno: 13. listopadu 2012 - Vydavatelství: Promotone B.V.                                                             | -           | -             | -                                                      |
| 2013 | Hyde Park Live - Vydáno: 22. července 2013 - Vydavatelství: Promotone B.V.                                                                         | 16 (4 týd)  | 19 (3 týd)    | - BPI: Stříbro                                         |
| 2015 | Marquee Club (Live 1971) - Vydáno: 22. července 2015 - Vydavatelství: Eagle Vision                                                                 | -           | -             | -                                                      |
| 2015 | Sticky Fingers Live - Vydáno: 29. června 2015 - Vydavatelství: Polydor                                                                             | 149 (2 týd) | 92 (2 týd)    | -                                                      |
| 2016 | Totally Stripped - Vydáno: 3. června 2016 - Vydavatelství: Eagle Vision                                                                            | -           | -             | -                                                      |
| 2016 | Havana Moon - Vydáno: 11. listopadu 2016 - Vydavatelství: Eagle Vision                                                                             | -           | -             | -                                                      |
| 2017 | Sticky Fingers Live at Fonda Theathre (Live 2015) - Vydáno: 29. září 2017 - Vydavatelství: Eagle Vision                                            | -           | -             | -                                                      |
| 2017 | On Air - Vydáno: 1. prosince 2017 - Vydavatelství: Polydor Records                                                                                 | 27 (7 týd)  | 47 (3 týd)    |                                                        |
| 2018 | No Security Tour San Jose (Live 1999) - Vydáno: 13. července 2018 - Vydavatelství: Eagle Vision                                                    | —           | —             | —                                                      |
| 2018 | Voodoo Lounge Uncut - Vydáno: 16. listopadu 2018 - Vydavatelství: Eagle Records                                                                    | —           | —             | —                                                      |
| 2019 | Bridges to Bremen - Vydáno: 21. června 2019 - Vydavatelství: Eagle Records                                                                         | —           | —             | —                                                      |
| 2019 | Bridges to Buenos Aires - Vydáno: 8. listopadu 2019 - Vydavatelství: Eagle Records                                                                 | —           | —             | —                                                      |
| 2021 | A Bigger Bang: Live On Copacabana Beach - Vydáno: 9. července 2021 - Vydavatelství: Eagle Records                                                  | —           | —             | —                                                      |
| 2022 | Live at the El Mocambo - Vydáno 13. května 2022 | —           | —             | —                                                      |
| 2022 | Licked Live In NYC - Vydáno: 10. června 2020 - Vydavatelství: Mercury Studios                                                                      | —           | —             | —                                                      |

## Kompilační alba
| Rok  | Podrobnosti o albu                                                                                          | UK           | US          | Ocenění                                                                                             |
| ---- | --- | ------------ | ----------- | --------------------------------------------------------------------------------------------------- |
| 1966 | Big Hits (High Tide and Green Grass) (US) - Vydáno: 28. března 1966 - Vydavatelství: London Records         | —            | 3 (99 týd)  | - US: 2× Multi-Platina                                                                              |
| 1966 | Big Hits (High Tide and Green Grass) (UK) - Vydáno: 4. listopadu 1966 - Vydavatelství: Decca Records        | 4 (43 týd)   | —           | |
| 1967 | Flowers - Vydáno: 26. června 1967 - Vydavatelství: London Records                                           | —            | 3 (35 týd)  | - US: Zlato                                                                                         |
| 1969 | Through the Past, Darkly (Big Hits Vol. 2 (UK)) - Vydáno: 12. září 1969 - Vydavatelství: Decca Records      | 2 (37 týd)   | —           | |
| 1969 | Through the Past, Darkly (Big Hits Vol. 2 (US) - Vydáno: 12. září 1969 - Vydavatelství: London Records      | —            | 2 (32 týd)  | - US: Platina                                                                                       |
| 1971 | Stone Age - Vydáno: 6. března 1971 - Vydavatelství: Decca Records                                           | 4 (8 týd)    | —           | |
| 1971 | Gimme Shelter - Vydáno: 10. září 1971 - Vydavatelství: Decca Records                                        | 19 (5 týd)   | —           | |
| 1971 | Hot Rocks 1964–1971 - Vydáno: 20. prosince 1971 - Vydavatelství: ABKCO Records/London Records               | —            | 4 (243 týd) | - US: 12× Multi-Platina                                                                             |
| 1972 | Milestones - Vydáno: 18. února 1972 - Vydavatelství: Decca Records                                          | 14 (8 týd)   | —           | |
| 1972 | Rock'n'Rolling Stones - Vydáno: 13. října 1972 - Vydavatelství: Decca Records                               | 41 (1 wk)    | —           | |
| 1972 | More Hot Rocks (Big Hits & Fazed Cookies) - Vydáno: 11. prosince 1972 - Vydavatelství: ABKCO Records        | —            | 9 (29 týd)  | - US: Zlato                                                                                         |
| 1973 | No Stone Unturned - Vydáno: 5. října 1973 - Vydavatelství: Decca Records                                    | —            | —           | |
| 1975 | Metamorphosis - Vydáno: 6. června 1975 - Vydavatelství: ABKCO Records                                       | 45 (1 wk)    | 8 (13 týd)  | |
| 1975 | Made in the Shade - Vydáno: 6. června 1975 - Vydavatelství: Rolling Stones Records                          | 14 (12 týd)  | 6 (17 týd)  | - US: Platina                                                                                       |
| 1975 | Rolled Gold: The Very Best of the Rolling Stones - Vydáno: 6. listopadu 1975 - Vydavatelství: Decca Records | 7 (84 týd)   | —           | - UK: Zlato                                                                                         |
| 1979 | Time Waits for No One - Vydáno: 29. května 1979 - Vydavatelství: Rolling Stones Records                     | —            | —           | |
| 1980 | Solid Rock - Vydáno: 28. října 1980 - Vydavatelství: Decca Records                                          | —            | —           | |
| 1981 | Slow Rollers - Vydáno: 1. ledna 1981 - Vydavatelství: Decca Records                                         | —            | —           | |
| 1981 | Sucking in the Seventies - Vydáno: 9. března 1981 - Vydavatelství: Rolling Stones Records                   | —            | 15 (12 týd) | - US: Zlato                                                                                         |
| 1982 | In Concert - Vydáno: 21. července 1982 - Vydavatelství: Decca Records                                       | 94 (3 týd)   | —           | |
| 1982 | Story of The Stones - Vydáno: 1. prosince 1982 - Vydavatelství: Decca Records                               | 24 (12 týd)  | —           | - UK: Zlato                                                                                         |
| 1984 | Rewind (1971–1984) - Vydáno: 19. června 1984 - Vydavatelství: Rolling Stones Records                        | 23 (18 týd)  | 86 (11 týd) | - US: Zlato                                                                                         |
| 1989 | Singles Collection: The London Years - Vydáno: 15. srpna 1989 - Vydavatelství: ABKCO Records                | 138 (11 týd) | 91 (22 týd) | - US: Platina                                                                                       |
| 1989 | Les Années Stones 1 - Vydáno: 1989 - Vydavatelství: London Records                                          | —            | —           | - FRA: Zlato                                                                                        |
| 1990 | Hot Rocks 1964–1971 - Vydáno: 25. června 1990 - Vydavatelství: ABKCO Records/London Records                 | 3 (82 týd)   | —           | - UK: 2× Platina                                                                                    |
| 1993 | Jump Back: The Best of The Rolling Stones (UK) - Vydáno: 22. listopadu 1993 - Vydavatelství: Virgin Records | 16 (107 týd) | —           | - UK: 2× Platina - FRA: Platina - GER: Zlato                                                        |
| 2002 | Forty Licks - Vydáno: 30. září 2002 - Vydavatelství: Virgin/ABKCO/Decca                                     | 2 (108 týd)  | 2 (48 týd)  | - US: 4× Multi-Platina - UK: 3× Multi-Platina - CAN: 5× Multi-Platina - FRA: Platina - GER: Platina |
| 2004 | Jump Back: The Best of The Rolling Stones (US) - Vydáno: 24. srpna 2004 - Vydavatelství: Virgin Records     | —            | 30 (58 týd) | - US: Platina                                                                                       |
| 2005 | Rarities 1971–2003 - Vydáno: 22. listopadu 2005 - Vydavatelství: Virgin Records                             | 133 (1 wk)   | 76 (6 týd)  | |
| 2010 | Exile On Main St. (Rarities Edition) - Vydáno: 18. května 2010 - Vydavatelství: Polydor Records / Target    | —            | 27 (3 týd)  | |
| 2012 | GRRR! - Vydáno: 12. listopadu 2012 - Vydavatelství: ABKCO/Universal                                         | 3 (51 týd)   | 19 20 týd)  | - BPI: Platina - BVMI: Zlato - RIAA: Zlato - ARIA: 2× Platina                                       |
| 2019 | Honk - Vydáno: 19. dubna 2019 - Vydavatelství: Polydor                                                      | -            | -           | -                                                                                                   |

## Extended Play
| Rok  | detaily EP                                                                        | UK         |
| ---- | --------------------------------------------------------------------------------- | ---------- |
| 1964 | The Rolling Stones - Vydáno: 17. ledna 1964 - Vydavatelství: Decca Records        | 1 (57 týd) |
| 1964 | Five by Five - Vydáno: 14. srpna 1964 - Vydavatelství: Decca Records              | 1 (54 týd) |
| 1965 | Got Live if You Want It! - Vydáno: 11. června 1965 - Vydavatelství: Decca Records | 1 (42 týd) |

## Box sety
| Rok  | Název | UK          |
| ---- | --- | ----------- |
| 2004 | Singles 1963–1965 - Vydáno: 26. dubna 2004 - Vydavatelství: Decca/ABKCO                                                   | 178 (1 týd) |
| 2004 | Singles 1965–1967 - Vydáno: 12. července 2004 - Vydavatelství: Decca/ABKCO                                                | —           |
| 2005 | Singles 1968–1971 - Vydáno: 28. února 2005 - Vydavatelství: Decca/ABKCO                                                   | —           |
| 2010 | The Rolling Stones Box Set - Vydáno: 17. května 2010 - Vydavatelství: Polydor Records                                     | —           |
| 2011 | Singles 1971-2006 - Vydáno: 26. dubna 2011 - Vydavatelství: Promotone/Universal                                           | —           |
| 2016 | The Rolling Stones in Mono - Vydáno: 30. září 2016 - Vydavatelství: ABKCO                                                 | 130 (1 týd) |
| 2018 | The Rolling Stones Studio Albums Vinyl Collecton 1971-2016 - Vydáno: 15. června 2018 - Vydavatelství: Promotone/Universal | —           |

## Singly
- Čísla označují počet týdnů, po kterých se singl vyskytoval v příslušné hitparádě.

### 1963–1979
| Do distribuce                               | Single                                                     | Poprvé se objevilo v albu                          | UK | US  | US Cash | GER | NL | FRA | AUS |
| ------------------------------------------- | ---------------------------------------------------------- | -------------------------------------------------- | -- | --- | ------- | --- | -- | --- | --- |
| Červen 1963                                 | "Come On"                                                  | Big Hits (High Tide and Green Grass) (UK)          | 21 | -   | -       | -   | -  | -   | -   |
| Listopad 1963                               | "I Wanna Be Your Man"                                      | Milestones                                         | 12 | -   | -       | -   | -  | -   | -   |
| Únor 1964                                   | "Not Fade Away"                                            | England's Newest Hit Makers (US)                   | 3  | 48  | 44      | -   | -  | -   | 33  |
| Červen 1964                                 | "You Better Move On"                                       | The Rolling Stones                                 | -  | -   | -       | -   | -  | -   | 94  |
| Červen 1964                                 | "Carol"                                                    | The Rolling Stones (UK)                            | -  | -   | -       | -   | -  | 9   | -   |
| Červen 1964                                 | "Tell Me"                                                  | The Rolling Stones (UK)                            | -  | 24  | 27      | 24  | 11 | -   | 32  |
| Červen 1964                                 | "It's All Over Now"                                        | 12 X 5                                             | 1  | 26  | 25      | 14  | -  | 7   | 9   |
| Září 1964                                   | "Time Is on My Side"                                       | 12 X 5                                             | -  | 6   | 6       | 28  | 10 | 11  | 4   |
| Listopad 1964                               | "Little Red Rooster"                                       | The Rolling Stones, Now!                           | 1  | -   | -       | 14  | 4  | 21  | 2   |
| Prosinec 1964                               | "Heart of Stone"                                           | The Rolling Stones, Now!                           | -  | 19  | 16      | -   | 6  | 24  | 5   |
| Prosinec 1964                               | "What a Shame"                                             | The Rolling Stones, Now!                           | -  | 124 | -       | -   | -  | -   | -   |
| Leden 1965                                  | "Route 66"                                                 | The Rolling Stones (UK)                            | -  | -   | -       | -   | -  | -   | 9   |
| Leden 1965                                  | "Under the Boardwalk"                                      | 12 X 5                                             | -  | -   | -       | -   | -  | -   | 1   |
| Únor 1965                                   | "The Last Time"                                            | Out of Our Heads (US)                              | 1  | 9   | 10      | 1   | 2  | 8   | 2   |
| Únor 1965                                   | "Play with Fire"                                           | Out of Our Heads (US)                              | -  | 96  | -       | -   | -  | -   | -   |
| Květen 1965                                 | "(I Can't Get No) Satisfaction"                            | Out of Our Heads (US)                              | 1  | 1   | 1       | 1   | 1  | 3   | 1   |
| Září 1965                                   | "Get Off of My Cloud"                                      | December's Children (And Everybody's)              | 1  | 1   | 1       | 1   | 3  | 7   | 2   |
| Prosinec 1965                               | "As Tears Go By"                                           | December's Children (And Everybody's)              | -  | 6   | 3       | 8   | 2  | 22  | 2   |
| Únor 1966                                   | "19th Nervous Breakdown"                                   | Big Hits (High Tide and Green Grass) (US)          | 2  | 2   | 1       | 1   | -  | 19  | -   |
| Duben 1966                                  | "Fortune Teller"                                           | Got Live If You Want It!                           | -  | -   | -       | -   | -  | -   | 5   |
| Květen 1966                                 | "Paint It, Black"                                          | Aftermath (US)                                     | 1  | 1   | 1       | 2   | 1  | 8   | 1   |
| Červen 1966                                 | "Mother's Little Helper"                                   | Aftermath (UK)                                     | -  | 8   | 4       | 9   | 7  | 24  | 10  |
| Červen 1966                                 | "Lady Jane"                                                | Aftermath (UK)                                     | -  | 24  | 46      | -   | -  | -   | -   |
| Září 1966                                   | "Have You Seen Your Mother, Baby, Standing in the Shadow?" | Big Hits (High Tide and Green Grass) (UK)          | 5  | 9   | 4       | 9   | 3  | 22  | 24  |
| Leden 1967                                  | "Let's Spend the Night Together"                           | Between the Buttons (US)                           | 3  | 55  | 28      | 1   | 2  | 3   | -   |
| Leden 1967                                  | "Ruby Tuesday"                                             | Between the Buttons (US)                           | -  | 1   | 1       | -   | -  | -   | 3   |
| Srpen 1967                                  | "We Love You"                                              | Through the Past, Darkly (Big Hits Vol. 2) (UK)    | 8  | 50  | 54      | 2   | 1  | 10  | 4   |
| Září 1967                                   | "Dandelion"                                                | Through the Past, Darkly (Big Hits Vol. 2) (UK)    | -  | 14  | 6       | -   | -  | -   | -   |
| Prosinec 1967                               | "In Another Land"                                          | Their Satanic Majesties Request                    | -  | 87  | 62      | -   | -  | -   | -   |
| Prosinec 1967                               | "She's a Rainbow"                                          | Their Satanic Majesties Request                    | -  | 25  | 10      | -   | -  | 10  | 9   |
| Prosinec 1967                               | "2000 Light Years from Home"                               | Their Satanic Majesties Request                    | -  | -   | -       | 5   | -  | -   | -   |
| Květen 1968                                 | "Jumpin' Jack Flash"                                       | Through the Past, Darkly (Big Hits Vol. 2) (UK)    | 1  | 3   | 1       | 1   | 2  | 2   | 2   |
| Srpen 1968                                  | "Street Fighting Man"                                      | Beggars Banquet                                    | -  | 48  | 30      | 7   | 8  | -   | 13  |
| Únor 1969                                   | "Sympathy for the Devil"                                   | Beggars Banquet                                    | -  | -   | -       | -   | 13 | 4   | -   |
| Červenec 1969                               | "Honky Tonk Women"                                         | Through the Past, Darkly (Big Hits Vol. 2) (UK)    | 1  | 1   | 1       | 2   | 4  | 13  | 1   |
| Leden 1970                                  | "Live with Me"                                             | Let It Bleed                                       | -  | -   | -       | -   | -  | 21  | -   |
| Srpen 1970                                  | "(I Can't Get No) Satisfaction" (Re-issue)                 | Out of Our Heads (US)                              | -  | -   | -       | -   | 16 | -   | -   |
| Březen 1971                                 | "Little Queenie" (Live)                                    | Get Yer Ya-Ya's Out! The Rolling Stones in Concert | -  | -   | -       | 19  | 12 | -   | 29  |
| Duben 1971                                  | "Brown Sugar"                                              | Sticky Fingers                                     | 2  | 1   | 2       | 4   | 1  | 2   | 5   |
| Červen 1971                                 | "Wild Horses"                                              | Sticky Fingers                                     | -  | 28  | 18      | -   | -  | -   | 96  |
| Červenec 1971                               | "Street Fighting Man" (UK re-issue)                        | Beggars Banquet                                    | 21 | -   | -       | -   | -  | -   | -   |
| Únor 1972                                   | "Let It Rock" (Live)                                       | "Brown sugar" (B-side)                             | -  | -   | -       | 25  | -  | -   | -   |
| Duben 1972                                  | "Tumbling Dice"                                            | Exile on Main St.                                  | 5  | 7   | 10      | 17  | 5  | -   | 22  |
| Duben 1972                                  | "Sweet Black Angel"                                        | Exile on Main St.                                  | -  | -   | -       | -   | -  | 21  | -   |
| Červenec 1972                               | "Rocks Off"                                                | Exile on Main St.                                  | -  | -   | -       | -   | -  | 13  | -   |
| Červenec 1972                               | "Happy"                                                    | Exile on Main St.                                  | -  | 22  | 14      | -   | -  | 5   | -   |
| Červenec 1972                               | "All Down the Line"                                        | Exile on Main St.                                  | -  | -   | 77      | -   | -  | -   | -   |
| Duben 1973                                  | "You Can't Always Get What You Want"                       | Let It Bleed                                       | -  | 42  | 34      | -   | -  | -   | -   |
| Dueben 1973                                 | "Sad Day"                                                  | "19th Nervous Breakdown" (B-side)                  | -  | -   | -       | -   | 19 | -   | -   |
| Srpen 1973                                  | "Angie"                                                    | Goats Head Soup                                    | 5  | 1   | 1       | 2   | 1  | 1   | 1   |
| Prosinec 1973                               | "Doo Doo Doo Doo Doo (Heartbreaker)"                       | Goats Head Soup                                    | -  | 15  | 10      | -   | -  | -   | 100 |
| Únor 1974                                   | "Star Star"                                                | Goats Head Soup                                    | -  | -   | -       | 32  | 16 | 2   | -   |
| Červenec 1974                               | "It's Only Rock 'n Roll (But I Like It)"                   | It's Only Rock 'n' Roll                            | 10 | 16  | 18      | 36  | 13 | 3   | 17  |
| Říjen 1974                                  | "Ain't Too Proud to Beg"                                   | It's Only Rock 'n' Roll                            | -  | 17  | 15      | -   | -  | 11  | -   |
| Listopad 1974                               | "Dance Little Sister"                                      | It's Only Rock 'n' Roll                            | -  | -   | -       | -   | -  | 19  | -   |
| Květen 1975                                 | "I Don't Know Why"                                         | Metamorphosis                                      | -  | 42  | 37      | -   | -  | -   | -   |
| Srpen 1975                                  | "Out of Time"                                              | Metamorphosis                                      | 45 | 81  | 65      | -   | -  | -   | 88  |
| Leden 1976                                  | "(I Can't Get No) Satisfaction" (Re-issue)                 | Out of Our Heads (US)                              | -  | -   | -       | -   | 25 | -   | -   |
| Duben 1976                                  | "Fool to Cry"                                              | Black and Blue                                     | 6  | 10  | 9       | -   | 10 | 2   | 45  |
| Červen 1976                                 | "Hot Stuff"                                                | Black and Blue                                     | -  | 49  | 60      | -   | -  | -   | -   |
| Květen 1978                                 | "Miss You"                                                 | Some Girls                                         | 3  | 1   | 1       | 12  | 3  | 1   | 8   |
| Září 1978                                   | "Beast of Burden"                                          | Some Girls                                         | -  | 8   | 7       | -   | -  | -   | -   |
| Září 1978                                   | "Respectable"                                              | Some Girls                                         | 23 | -   | -       | -   | 16 | -   | 91  |
| Listopad 1978                               | "Shattered"                                                | Some Girls                                         |    | 31  | 27      | -   | -  | -   | -   |
| "—" označuje singly, které nebyly sledovány |                                                            |                                                    |    |     |         |     |    |     |     |

### 1980–2016
| Do distribuce                               | Single                                         | Album                                | UK  | US  | US Cash | US Main | GER | NL | FRA | AUS |
| ------------------------------------------- | ---------------------------------------------- | ------------------------------------ | --- | --- | ------- | ------- | --- | -- | --- | --- |
| Červen 1980                                 | "Emotional Rescue"                             | Emotional Rescue                     | 9   | 3   | 3       | -       | 15  | 5  | 15  | 8   |
| Září 1980                                   | "She's So Cold"                                | Emotional Rescue                     | 33  | 26  | 21      | -       | -   | 23 | -   | 49  |
| Duben 1981                                  | "If I Was a Dancer (Dance Pt. 2)"              | Sucking in the Seventies             | -   | -   | -       | 26      | -   | -  | -   | -   |
| Srpen 1981                                  | "Start Me Up"                                  | Tattoo You                           | 7   | 2   | 4       | 1       | 36  | 5  | 9   | 1   |
| Říjen 1981                                  | "Little T&A"                                   | Tattoo You                           | -   | -   | -       | 5       | -   | -  | -   | -   |
| Listopad 1981                               | "Waiting on a Friend"                          | Tattoo You                           | 50  | 13  | 14      | 8       | -   | 17 | -   | 44  |
| Březen 1982                                 | "Hang Fire"                                    | Tattoo You                           | -   | 20  | 32      | 2       | -   | -  | -   | 99  |
| Červen 1982                                 | "Going to a Go-Go" (Live)                      | "Still Life" (American Concert 1981) | 26  | 25  | 20      | 5       | -   | 3  | -   | 48  |
| Září 1982                                   | "Time Is on My Side" (Live)                    | "Still Life" (American Concert 1981) | 62  | -   | -       | -       | -   | -  | -   | -   |
| Listopad 1983                               | "Undercover of the Night"                      | Undercover                           | 11  | 9   | 12      | 2       | 20  | 4  | 13  | 27  |
| Listopad 1984                               | "Too Tough"                                    | Undercover                           | -   | -   | -       | 14      | -   | -  | -   | -   |
| Prosinec 1983                               | "Too Much Blood"                               | Undercover                           | -   | -   | -       | 38      | -   | -  | -   | -   |
| Leden 1984                                  | "She Was Hot"                                  | Undercover                           | 42  | 44  | 52      | 4       | 54  | 18 | -   | 60  |
| Březen 1984                                 | "Think I'm Going Mad"                          | "She Was Hot" (B-side)               | -   | -   | -       | 50      | -   | -  | -   | -   |
| Červenec 1984                               | "Brown Sugar" (UK re-issue)                    | Sticky Fingers                       | 58  | -   | -       | -       | -   | -  | -   | -   |
| Únor 1986                                   | "Harlem Shuffle"                               | Dirty Work                           | 13  | 5   | 5       | 2       | 11  | 5  | 28  | 6   |
| Duben 1986                                  | "Winning Ugly"                                 | Dirty Work                           | -   | -   | -       | 10      | -   | -  | -   | -   |
| Květen 1986                                 | "One Hit (To the Body)"                        | Dirty Work                           | 80  | 28  | 30      | 3       | -   | 50 | -   | 34  |
| Srpen 1989                                  | "Mixed Emotions"                               | Steel Wheels                         | 36  | 5   | 3       | 1       | 20  | 9  | 41  | 25  |
| Září 1989                                   | "Sad Sad Sad"                                  | Steel Wheels                         | -   | -   | -       | 14      | -   | 71 | -   | -   |
| Listopad 1989                               | "Rock and a Hard Place"                        | Steel Wheels                         | 63  | 23  | 18      | 1       | -   | 23 | -   | -   |
| Leden 1990                                  | "Almost Hear You Sigh"                         | Steel Wheels                         | 31  | 50  | 53      | 1       | 58  | 11 | -   | -   |
| Červen 1990                                 | "Paint It, Black" (Re-issue)                   | Aftermath (US)                       | 61  | -   | -       | -       | -   | 1  | -   | -   |
| Červen 1990                                 | "Angie" (Re-issue)                             | Goats Head Soup                      | -   | -   | -       | -       | -   | 11 | -   | -   |
| Červen 1990                                 | "She's a Rainbow" (Re-issue)                   | Their Satanic Majesties Request      | -   | -   | -       | -       | -   | 59 | -   | -   |
| Srpen 1990                                  | "Terrifying"                                   | Steel Wheels                         | 82  | -   | -       | 8       | -   | 58 | -   | -   |
| Říjen 1990                                  | "(I Can't Get No) Satisfaction" (Re-issue)     | Out of Our Heads (US)                | -   | -   | -       | -       | -   | 13 | -   | -   |
| Březen 1991                                 | "Highwire"                                     | Flashpoint                           | 29  | 57  | 49      | 1       | 27  | 6  | 28  | -   |
| Květen 1991                                 | "Ruby Tuesday" (Live)                          | Flashpoint                           | 59  | -   | -       | -       | -   | 34 | -   | -   |
| Květen 1991                                 | "Sex Drive"                                    | Flashpoint                           | -   | -   | -       | 40      | -   | 24 | -   | -   |
| Leden 1992                                  | "Jumpin' Jack Flash" (Live)                    | Flashpoint                           | -   | -   | -       | -       | -   | 67 | -   | -   |
| Červenec 1994                               | "Love Is Strong"                               | Voodoo Lounge                        | 14  | 91  | 80      | 2       | 40  | 6  | -   | 47  |
| Září 1994                                   | "You Got Me Rocking"                           | Voodoo Lounge                        | 23  | 113 | 81      | 2       | -   | 39 | -   | -   |
| Listopad 1994                               | "Out of Tears"                                 | Voodoo Lounge                        | 36  | 60  | 48      | 14      | -   | 37 | 38  | 43  |
| Leden 1995                                  | "Sparks Will Fly"                              | Voodoo Lounge                        | -   | -   | -       | 30      | -   | -  | -   | -   |
| Červenec 1995                               | "I Go Wild"                                    | Voodoo Lounge                        | 29  | -   | -       | 20      | 61  | 48 | -   | -   |
| Říjen 1995                                  | "Like a Rolling Stone" (Live)                  | Stripped                             | 12  | 109 | -       | 16      | 48  | 10 | 45  | 47  |
| Září 1997                                   | "Anybody Seen My Baby?"                        | Bridges to Babylon                   | 22  | -   | -       | 3       | 24  | 25 | -   | -   |
| Prosinec 1997                               | "Flip the Switch"                              | Bridges to Babylon                   | -   | -   | -       | 14      | -   | -  | -   | -   |
| Leden 1998                                  | "Saint of Me"                                  | Bridges to Babylon                   | 26  | 94  | -       | 13      | 68  | 52 | -   | -   |
| Srpen 1998                                  | "Out of Control"                               | Bridges to Babylon                   | 51  | -   | -       | -       | -   | -  | -   | -   |
| Listopad 1998                               | "Gimme Shelter" (Live)                         | No Security                          | -   | -   | -       | 29      | -   | -  | -   | -   |
| Říjen 2002                                  | "Don't Stop"                                   | Forty Licks                          | 36  | -   | -       | 21      | 52  | 45 | 97  | -   |
| Září 2003                                   | "Sympathy for the Devil" (Remix)               | Beggars Banquet                      | 14  | 97  | -       | -       | 18  | 10 | -   | -   |
| Srpen 2005                                  | "Streets of Love"                              | A Bigger Bang                        | 15  | -   | -       | -       | 15  | 5  | -   | -   |
| Srpen 2005                                  | "Rough Justice"                                | A Bigger Bang                        | -   | -   | -       | 25      | -   | -  | -   | -   |
| Listopad 2005                               | "Oh No, Not You Again"                         | A Bigger Bang                        | -   | -   | -       | 34      | -   | -  | -   | -   |
| Prosinec 2005                               | "Rain Fall Down"                               | A Bigger Bang                        | 33  | -   | -       | -       | 80  | 31 | -   | -   |
| Srpen 2006                                  | "Biggest Mistake"                              | A Bigger Bang                        | 51  | -   | -       | -       | 94  | 77 | -   | -   |
| Březen 2007                                 | "Gimme Shelter" (Digital re-issue)             | Let It Bleed                         | 76  | -   | -       | -       | -   | -  | -   | -   |
| Květen 2007                                 | "Paint It, Black" (Digital re-issue)           | Aftermath (US)                       | 70  | -   | -       | -       | 49  | -  | -   | -   |
| Listopad 2007                               | "She's a Rainbow" (Digital re-issue)           | Their Satanic Majesties Request      | 124 | -   | -       | -       | -   | -  | -   | -   |
| Duben 2008                                  | "Sympathy for the Devil" (Digital re-issue)    | Beggars Banquet                      | 158 | -   | -       | -       | -   | -  | -   | -   |
| Prosinec 2009                               | "Wild Horses (Digital re-issue)                | Sticky Fingers                       | 124 | -   | -       | -       | -   | -  | -   | -   |
| Duben 2010                                  | "Plundered My Soul"                            | Exile on Main St.                    | 200 | -   | -       | 42      | -   | 3  | 15  | -   |
| Duben 2011                                  | "Brown Sugar" (Vinyl re-issue)                 | Sticky Fingers                       | -   | -   | -       | -       | -   | -  | -   | -   |
| Listopad 2011                               | "No Spare Parts"                               | Some Girls -- (re-issue)             | -   | -   | -       | -       | -   | -  | -   | -   |
| Srpen 2012                                  | "Start Me Up" (Digital re-issue)               | Tatto you                            | 174 | -   | -       | -       | -   | -  | -   | -   |
| Říjen 2012                                  | "Doom and Gloom"                               | GRRR!                                | 61  | 21  | 35      | 30      | 10  | 17 | -   | 11  |
| Leden 2013                                  | "One More Shot"                                | GRRR!                                | -   | 24  | -       | -       | -   | -  | -   | -   |
| Červenec 2015                               | "I can'get no (Satisfaction)" (Vinyl re-issue) | Out of Our Heads (US)                | 177 | -   | -       | -       | -   | -  | -   | -   |
| Říjen 2016                                  | "Just Your Fool"                               | Blue a Lonesome                      | -   | 33  | -       | 49      | 27  | 28 | 1   | -   |
| Říjen 2016                                  | "Hate to See You Go"                           | Blue a Lonesome                      | -   | 78  | -       | -       | -   | -  | -   | -   |
| Prosinec 2016                               | "Ride 'Em On Down"                             | Blue a Lonesome                      | -   | -   | -       | 20      | -   | -  | 1   | 4   |
| "—" označuje singly, které nebyly sledovány |                                                |                                      |     |     |         |         |     |    |     |     |

## Videografie

### Videoalba
| Rok  | Název                                                                  | US video hitparáda                    |
| ---- | ---------------------------------------------------------------------- | ------------------------------------- |
| 1966 | Charlie Is My Darling                                                  | -                                     |
| 1968 | One Plus One/Sympathy for the Devil                                    | -                                     |
| 1969 | The Stones in the Park                                                 | -                                     |
| 1970 | Gimme Shelter                                                          | 7 (12 týd) Červenec 1992              |
| 1972 | Cocksucker Blues                                                       | -                                     |
| 1974 | Ladies and Gentlemen: The Rolling Stones                               | 1 (44 týd) Říjen 2010                 |
| 1982 | Let's Spend the Night Together                                         | 5 (3 týd) Listopad 2010               |
| 1984 | Video Rewind                                                           | 6 (25 týd) Prosinec 1984              |
| 1989 | 25x5 – The Continuing Adventures of the Rolling Stones                 | 1 (31 týd) Březen 1990                |
| 1992 | Stones at the Max                                                      | 7 (41 týd) Únor 1995                  |
| 1995 | The Rolling Stones: Voodoo Lounge Live                                 | 14 (41 týd) Prosinec 1995             |
| 1996 | The Rolling Stones Rock and Roll Circus                                | 1 (24 týd) Listopad 1996/October 2004 |
| 1998 | Bridges to Babylon Tour '97–98                                         | 7 (70 týd) Prosinec 1998              |
| 2004 | Four Flicks                                                            | 1 (19 týd) Listopad 2003              |
| 2007 | The Biggest Bang                                                       | 1 (27 týd) Červenec 2007              |
| 2008 | Shine a Light                                                          | 11 (1 týd) Prosinec 2008              |
| 2010 | Stones in Exile                                                        | 2 (34 týd) Červenec 2010              |
| 2011 | Ed Sullivan Shows                                                      | 3 (18 týd)                            |
| 2011 | Some Girls: Live in Texas '78                                          | 4 (57 týd)                            |
| 2012 | Muddy Watters a The Rolling Stones Live at the Checkerboard Lounge     | 3 (34 týd)                            |
| 2012 | Ladies and Getlemen: The Rolling Stones/ Stones in Exile (2 DVD Combo) | 32 (3 týd)                            |
| 2013 | Crossfire Hurricane                                                    | 1 (39 týd)                            |
| 2013 | Sweet Summer Sun: Live in Hyde Park                                    | 1 (59 týd)                            |
| 2014 | Hampton Coliseum (Live 1981)                                           | 1 (53 týd)                            |
| 2014 | L.A.Friday (Live 1975)                                                 | 1 (52 týd)                            |
| 2015 | The Marquee Club (Live 1971)                                           | 1 (22 týd)                            |
| 2015 | Hyde Park Live, 1969                                                   | 1 (15 týd)                            |
| 2015 | Live at Tokyo Dome (Live 1990)                                         | 5 (9 týd)                             |
| 2015 | Live at Leeds (Live 1982)                                              | 6 (11 týd)                            |
| 2016 | Tottaly Stripped                                                       | 1 (18 týd)                            |
| 2016 | Havana Moon                                                            | 1 (28 týd)                            |
| 2017 | Olé Olé Olé: A Trip Across Latin America                               | 2 (4 týd)                             |
| 2017 | Sticky Fingers Live At Fonda Theater 2015                              | 3 (20 týd)                            |
| 2018 | San Jose '99 (From The Vault Collection)                               | -                                     |
| 2018 | Voodoo Lounge Uncut                                                    | -                                     |
| 2019 | Bridges to Bremen                                                      |                                       |

### Videoklipy
| Rok  | Název                                                      | Režisér                           |
| ---- | ---------------------------------------------------------- | --------------------------------- |
| 1966 | "Have You Seen Your Mother, Baby, Standing in the Shadow?" | Peter Whitehead                   |
| 1967 | "Let's Spend the Night Together"                           | Peter Whitehead                   |
| 1967 | "Ruby Tuesday"                                             | Peter Whitehead                   |
| 1967 | "We Love You"                                              | Peter Whitehead                   |
| 1967 | "Dandelion"                                                | Peter Whitehead                   |
| 1967 | "She's a Rainbow"                                          | Michael Lindsay-Hogg              |
| 1967 | "2000 Light Years from Home"                               | Michael Lindsay-Hogg              |
| 1968 | "Jumpin' Jack Flash"                                       | Michael Lindsay-Hogg              |
| 1968 | "Child of the Moon"                                        | Michael Lindsay-Hogg              |
| 1973 | "Angie"                                                    | Michael Lindsay-Hogg              |
| 1973 | "Doo Doo Doo Doo Doo (Heartbreaker)"                       | Michael Lindsay-Hogg              |
| 1973 | "Silver Train"                                             | Michael Lindsay-Hogg              |
| 1973 | "Dancing with Mr. D"                                       | Michael Lindsay-Hogg              |
| 1974 | "It's Only Rock 'n Roll (But I Like It)"                   | Michael Lindsay-Hogg              |
| 1974 | "Ain't Too Proud to Beg"                                   | Michael Lindsay-Hogg              |
| 1974 | "Till the Next Goodbye"                                    | Michael Lindsay-Hogg              |
| 1976 | "Fool to Cry"                                              | Michael Lindsay-Hogg              |
| 1976 | "Crazy Mama"                                               | Michael Lindsay-Hogg              |
| 1976 | "Hey Negrita"                                              | Michael Lindsay-Hogg              |
| 1976 | "Hot Stuff"                                                | Michael Lindsay-Hogg              |
| 1978 | "Miss You"                                                 | Michael Lindsay-Hogg              |
| 1978 | "Far Away Eyes"                                            | Michael Lindsay-Hogg              |
| 1978 | "Respectable"                                              | Michael Lindsay-Hogg              |
| 1980 | "Emotional Rescue"                                         | Adam Friedman                     |
| 1980 | "Where the Boys Go"                                        | Adam Friedman                     |
| 1980 | "Down in the Hole"                                         | Adam Friedman                     |
| 1980 | "She's So Cold"                                            | David Mallet                      |
| 1981 | "Start Me Up"                                              | Michael Lindsay-Hogg              |
| 1981 | "Worried About You"                                        | Michael Lindsay-Hogg              |
| 1981 | "Neighbours"                                               | Michael Lindsay-Hogg              |
| 1981 | "Waiting on a Friend"                                      | Michael Lindsay-Hogg              |
| 1982 | "Hang Fire"                                                | Michael Lindsay-Hogg              |
| 1982 | "Going to a Go-Go" (live)                                  | Hal Ashby                         |
| 1982 | "Time Is on My Side" (live)                                | Rudi Dolezal and Hannes Rossacher |
| 1983 | "Undercover of the Night"                                  | Julien Temple                     |
| 1984 | "She Was Hot"                                              | Julien Temple                     |
| 1984 | "Too Much Blood"                                           | Julien Temple                     |
| 1986 | "Harlem Shuffle"                                           | Ralph Bakshi                      |
| 1986 | "One Hit (To the Body)"                                    | Russell Mulcahy                   |
| 1989 | "Mixed Emotions"                                           | Jim Signorelli                    |
| 1989 | "Rock and a Hard Place"                                    | Wayne Isham                       |
| 1990 | "Almost Hear You Sigh"                                     | Jake Scott                        |
| 1991 | "Highwire"                                                 | Julien Temple                     |
| 1991 | "Sex Drive"                                                | Julien Temple                     |
| 1994 | "Love Is Strong"                                           | David Fincher                     |
| 1994 | "You Got Me Rocking"                                       | Jim Gable                         |
| 1994 | "Out of Tears"                                             | Kevin Kerslake                    |
| 1995 | "I Go Wild"                                                | Kevin Kerslake                    |
| 1995 | "Like a Rolling Stone" (live)                              | Michel Gondry                     |
| 1997 | "Anybody Seen My Baby?"                                    | Samuel Bayer                      |
| 1998 | "Saint of Me"                                              | Samuel Bayer                      |
| 2002 | "Don't Stop"                                               | Kalle Haglund                     |
| 2005 | "Rough Justice                                             | Laurel Harris                     |
| 2005 | "Streets of Love"                                          | Laurel Harris                     |
| 2005 | "Rain Fall Down"                                           | Jonas Åkerlund                    |
| 2010 | "Plundered My Soul"                                        | Robert Frank                      |
| 2010 | "Following the River"                                      | Julian Gibbs                      |
| 2011 | "No Spare Parts"                                           | Mat Whitecross                    |
| 2012 | "Doom and Gloom"                                           | Jonas Åkerlund                    |
| 2015 | "Wild Horses" (acoustic, lyric video)                      |                                   |
| 2015 | "Can't Your Hear Me Knocking"                              |                                   |
| 2015 | "Bitch"                                                    |                                   |
| 2016 | "Hate to See You Go"                                       |                                   |
| 2016 | "Ride 'Em On Down"                                         | François Rousselet                |